# الفياض غربي

### الفياض الغربي
هي منطقة تقع غرب عين الذهب ولاية تيارت في بلد الجزائر يحدها من الشمال بلدية نعيمة جنوب افلو ومن شرق سعيدة ومن الغرب قصر الشلالة نشتهر المنطقة بمزراع كثيرة اهمها مزرعة الشاوية (مجموعة إثنية) او كما يسمون حسب جمعهم بالطرادات او بن طراد تشتهتر منطقة ايضا بزراعة البصل و الطماطم والفول و تربية الدواجن و الاغنام ال غيرها من الحيوانات الأليفة